# Кумак (Новоорський район)
Кума́к (рос. Кумак) — село у складі Новорського району Оренбурзької області, Росія.

## Населення
Населення — 1860 осіб (2010; 2045 у 2002).
Національний склад (станом на 2002 рік):
- росіяни — 79 %